# اس‌اس امپایر ادووکیت
اس‌اس امپایر ادووکیت (به انگلیسی: SS Empire Advocate) یک کشتی بود که طول آن ۱۲۷٫۹۲ متر (۴۱۹ فوت ۸ اینچ) بود. این کشتی در سال ۱۹۱۳ ساخته شد.